# ان‌جی‌سی ۷۴۵۷
ان‌جی‌سی ۷۴۵۷ (انگلیسی: NGC 7457) یک کهکشان عدسی شکل بدون میله در صورت فلکی اسب بزرگ است. این کهکشان در ۱۲ سپتامبر ۱۷۸۴ توسط ستاره شناس ویلیام هرشل کشف شد.